# آندرس برتولوتی
آندرس برتولوتی (اسپانیایی: Andrés Bertolotti‎؛ زادهٔ ۱ سپتامبر ۱۹۴۳) بازیکن فوتبال اهل آرژانتین بود.
از باشگاه‌هایی که در آن بازی کرده‌است می‌توان به باشگاه فوتبال ایندپندینته و باشگاه فوتبال بوکا جونیورز اشاره کرد.